# Glory hole (minería)

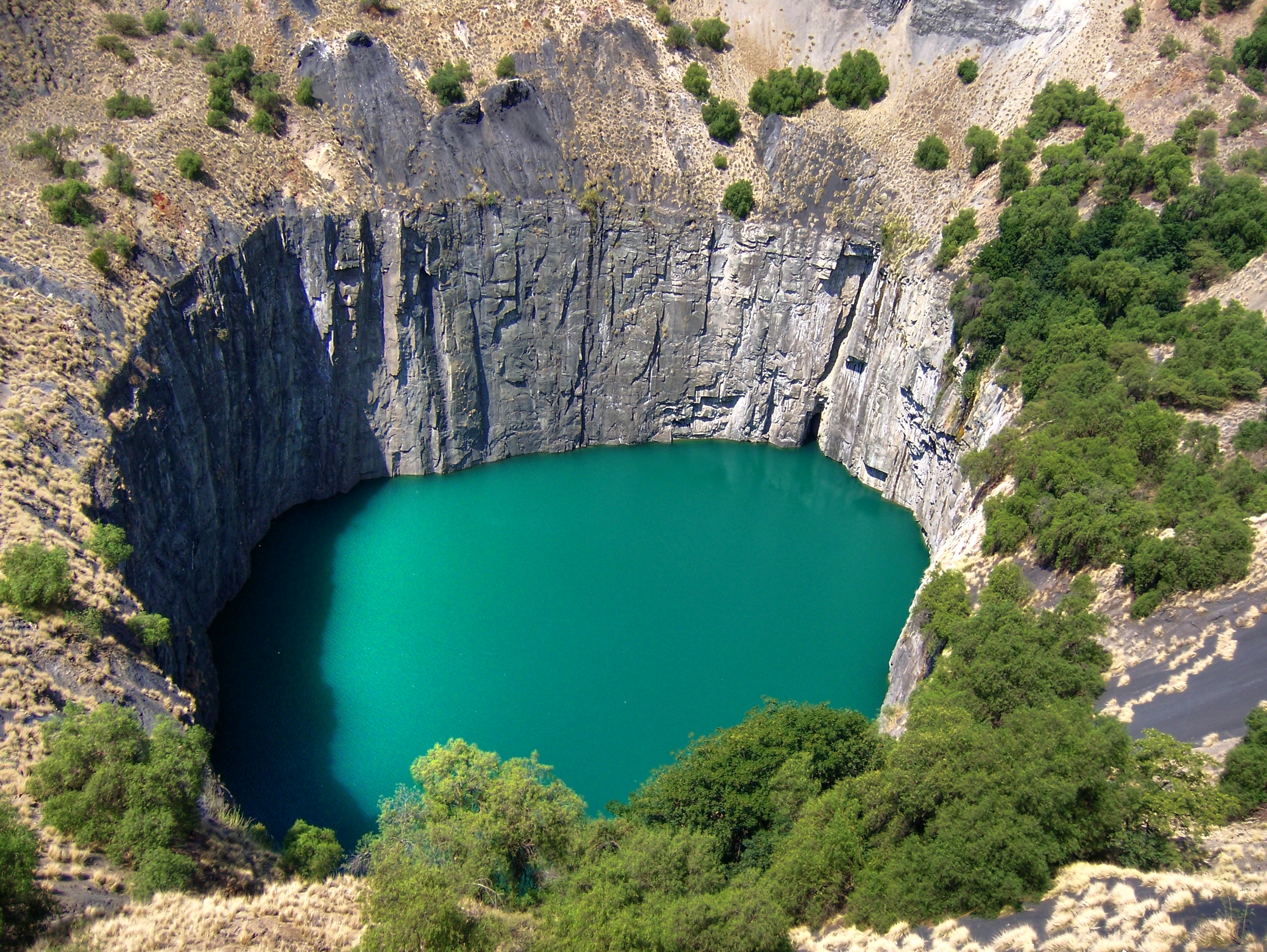
Glory hole en la mina Kimberley (Sudáfrica).

El término glory hole (cuya traducción aproximada sería «agujero glorioso» o «agujero de la gloria») se utiliza informalmente en minería para designar los enormes agujeros creados por excavaciones verticales como en el caso de los pozos o en  las excavaciones de las minas a cielo abierto. También se producen estos enormes cráteres cuando un terreno demasiado horadado por túneles subterráneos termina colapsando.
Además, el término glory hole se utiliza para denominar a un tipo de construcción submarina que protege las torres de extracción de petróleo contra el impacto de icebergs.